# Внутрішньонімецькі відносини
Внутрішньонімецькі відносини (нім. Innerdeutsche Beziehungen), також відомі як відносини ФРН-НДР, відносини Східної Німеччини і Західної Німеччини або німецько-німецькі відносини (нім. deutsch-deutsche Beziehungen), були політичними, дипломатичними, економічними, культурними та особистими відносинами. контакти між Федеративною Республікою Німеччина (Західна Німеччина або ФРН) і Німецькою Демократичною Республікою (Східна Німеччина або НДР), у період поділу в історії Німеччини від заснування Східної Німеччини 7 жовтня 1949 року до возз'єднання Німеччини 3 жовтня 1990 року.

## Історія

### Повоєнний період

Німеччина 1947: Чотири окупаційні зони, весь Берлін, Саар і східні території Німеччини під іноземною адміністрацією.

Після беззастережної капітуляції Вермахту в травні 1945 року антигітлерівська коаліція між Сполученими Штатами і Радянським Союзом розпалася, і ідея поділу переможеної країни відтоді визначалася конфліктом між Сходом і Заходом, що зароджувався (холодна війна), що зробило внутрішньонімецький поділ частиною залізної завіси, що розділяла світ.
Важливими віхами поступового розмежування були План Маршалла під керівництвом США в 1947 році, а також реформа західної валюти та блокада Берліна в 1948 році. Інтеграція західних окупаційних зон до спільноти західних держав, а східної частини до системи СРСР ініцювала заснування Федеративної Республіки Німеччина та НДР у 1949 році.

### Посилення холодної війни

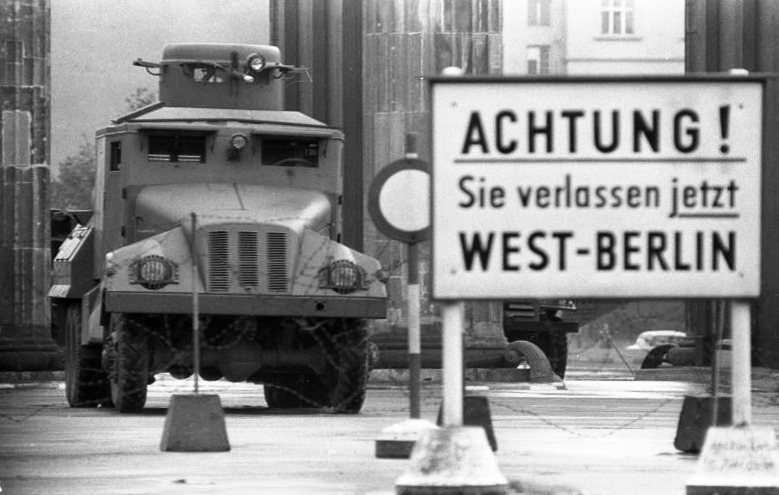
Серпень 1961 року: Водомети захищають будівництво Берлінської стіни.

Початок Корейської війни в 1950 році призвів до інтенсивних дебатів у Західній Німеччині щодо переозброєння Німеччини як внеску в захист Західної Європи в рамках Європейського оборонного співтовариства (EDC). У 1955 році дискусія завершилася вступом Німеччини до західного військового альянсу НАТО та створенням оборонної армії — Бундесверу .
Економічно молода Федеративна Республіка була пов’язана із західними державами на основі Римського договору 1957 року, який призвів до членства в Європейському економічному співтоваристві (ЄЕС) та Європейському об’єднанні вугілля та сталі (ЄОВС), попередниках сучасної Європейської Союз (ЄС). Тим часом НДР була включена до Східного блоку : НДР приєдналася до Ради Економічної Взаємодопомоги (РЕВ) і, разом із новоствореною Національною народною армією, до Варшавського договору .
У той час як канцлеру Конраду Аденауеру вдалося поступово наблизити Федеративну Республіку Німеччина до Заходу, примирити країну з її європейськими сусідами та знайти близького партнера у Франції, громадяни Федеративної Республіки виграли від Wirtschaftswunder, підйому, спричиненого ринкова економіка та інтеграція в західноєвропейську економіку . Уряд НДР, навпаки, спирався на п’ятирічні плани і не поспішав стабілізувати економічну ситуацію. Через відсутність вільних виборів правляча Соціалістична єдина партія Німеччини (СЄПН) також не мала легітимності, що призвело, серед іншого, до народного повстання 17 червня 1953 року, яке було припинене за допомогою радянських військ.
13 серпня 1961 року комуністичний режим де-факто розділив Берлін на Східний і Західний Берлін шляхом будівництва Берлінської стіни . Таким чином НДР тимчасово припинила зростаючий відтік високоосвіченого населення та будь-які надії на возз’єднання в найближчому майбутньому. Таким чином вдалося стабілізувати НДР. Люди, які залишилися в НДР, уже не мали можливості їхати на Захід через Західний Берлін і змушені були примиритися з режимом.

### Західнонімецька політика розрядки
Кубинська ракетна криза 1962 року, коли світ був на межі ядерної війни, ознаменувала поворотний момент холодної війни до політики співпраці та розрядки, що також вплинуло на внутрішньонімецькі відносини через зміну політичного клімату.

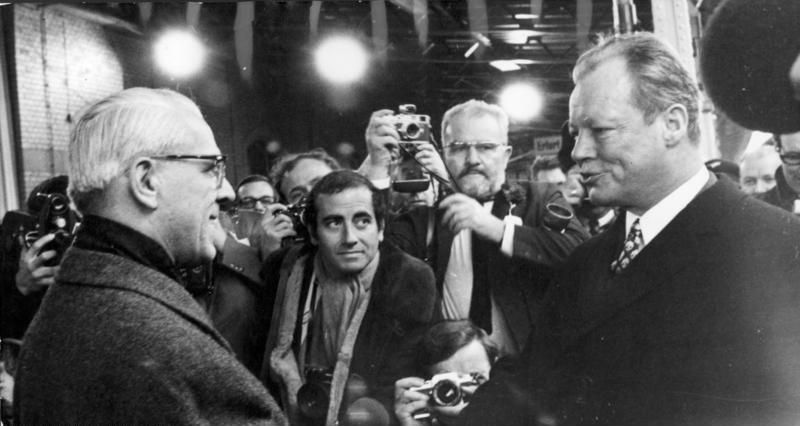
Голова Ради міністрів Віллі Стоф (ліворуч) і канцлер Віллі Брандт в Ерфурті в 1970 році, перша зустріч глав урядів двох німецьких держав

Тим не менш, востаннє німецька команда була на літніх Олімпійських іграх у Токіо 1964 року. У той же час НДР почала звільняти політичних в'язнів зі своїх в'язниць.  
Вирішальну роль у політичному зближенні Німеччини відіграла нова Ostpolitik соціал-ліберального уряду під керівництвом канцлера Віллі Брандта. Ще до створення Великої коаліції, яка завершила еру Конрада Аденауера у 1966 році, Брандт, разом зі своїм прес-секретарем Егоном Бахром, розробив основні принципи зовнішньої політики, зокрема концепції «політики малих кроків», «змін через зближення» та «людської допомоги».У період із 1970 по 1973 роки, після символічного Ерфуртського саміту 1970 року, було укладено низку важливих договорів: Східні договори з Москвою, Варшавою та Прагою, Угода чотирьох держав щодо Берліна, Декларація про відмову від застосування сили до Східної Європи, а також Основний договір між ФРН та НДР.Ці домовленості вперше визнавали, що суверенітет кожної держави обмежується її національною територією, а незалежність і автономія кожної з них у внутрішніх та зовнішніх справах має поважатися. Доктрини Гальштейна та Ульбріхта, які раніше визначали політичне протистояння між НДР і ФРН, були подолані. Стаття 4 Основного договору закріпила принцип, згідно з яким «жодна держава не може представляти іншу на міжнародній арені або діяти від її імені».Водночас обидві держави не визнавали одна одну незалежними суб’єктами міжнародного права. Як наслідок, замість обміну послами, між Бонном і Східним Берліном було створено Постійні представництва, які підпадали під дію Віденської конвенції про дипломатичні зносини.Протокол про заснування представництв було підписано 14 березня 1974 року в Бонні. Постійне представництво НДР у Бонні підпорядковувалося Федеральній канцелярії, а Постійне представництво ФРН у Східному Берліні — Міністерству закордонних справ НДР. 
7 травня 1974 року Віллі Брандт подав у відставку після справи Гійома . 
Тим не менш, політика нормалізації сприяла розрядці міжнародного конфлікту між Сходом і Заходом і підготувала основу для Конференції з безпеки та співробітництва в Європі (НБСЄ) 1975 року та переговорів щодо обмеження військ. Однак досягнуте «регульоване співіснування» закріпило статус-кво до такої міри, що після більш ніж 20 років в обох німецьких державах мало хто вірив у можливість возз’єднання.
У НДР люди відреагували на нові події розрядки новим розмежуванням, щоб знайти власну державну ідентичність. Своєю готовністю до діалогу держава здобула міжнародне визнання. У 1973 році Федеративна Республіка і НДР стали членами ООН . Зростання економічних показників також підвищило самовпевненість нації, що спонукало Volkskammer у 1974 році вилучити терміни німецької нації та возз’єднання з конституції Німецької Демократичної Республіки . Той факт, що занадто велика незалежність також може призвести до конфлікту з Радянським Союзом, вже відчув у 1971 році Вальтер Ульбріхт, якого на посаді першого секретаря SEDA змінив Еріх Хонеккер через його відмову від реформ.

### 1970-1988 роки
Тим часом дві нафтові кризи 1970-х років мали руйнівний вплив на економічний розвиток НДР і призвели до невдоволення населення, але не до структурних реформ. З’явилися опозиційні групи були придушені тісною мережею інформаторів державної безпеки з метою підтримки політичної стабільності в країні.
Порушення внутрішньонімецьких відносин відбулося після публікації Spiegel маніфесту Ліги демократичних комуністів Німеччини (передбачуваної опозиційної групи в східнонімецькій державній партії SED) у січні 1978 року.
Тим часом внутрішньонімецькі відносини були напруженими через нову хвилю міжнародного переозброєння, кульмінацією якої стали подвійне рішення НАТО та радянська окупація Афганістану в 1979 році. Усередині країни уряд під керівництвом канцлера Гельмута Шмідта більше не міг справлятися з цим тиском і зрештою проклав шлях до коаліції ХДС/ХСС - ВДП під керівництвом канцлера Гельмута Коля . Ця коаліція намагалася підтримувати контакти з сусідньою німецькою державою, які були зміцнені візитом Шмідта до НДР у 1981 році. Крім того, врятувати НДР від фінансової краху можна було лише завдяки мільярдним позикам із Західної Німеччини. Відмова СЄПН застосувати до НДР реформи, запроваджені радянським державним і партійним лідером Михайлом Горбачовим, певною мірою ізолювала диктатуру СЄПН навіть у комуністичному таборі.
У 1986 році Айзенхюттенштадт і Саарлуїс заснували перше німецько-німецьке місто-побратимство .
Візит Еріха Хонеккера до Федеративної Республіки Німеччина в 1987 році, який планувався роками, розглядався обома державами як важливий крок у розвитку німецько-німецьких відносин. Керівництво НДР сприйняло цю подію як кульмінацію (де-факто) визнання.

### 1989/90

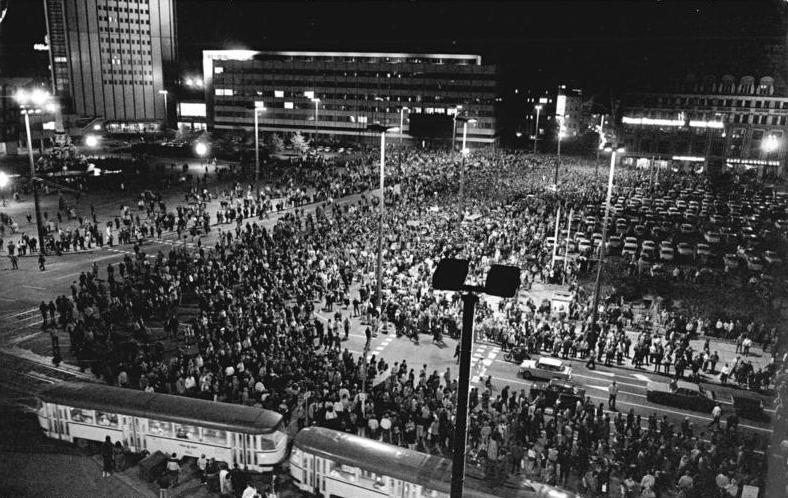
Понеділкова демонстрація в Лейпцигу 16 жовтня 1989 року

Горбачовська реформаторська політика перебудови та гласності разом із помітним розрядкою міжнародного конфлікту між Сходом і Заходом через забов’язуючі  угоди про роззброєння між СРСР і США зрештою також призвели до революцій у 1989 році в окремих державах Східного блоку .
Відповідно до доктрини Сінатри Горбачова Москва більше не стояла на шляху поступової демократизації . Таким чином Угорщина змогла відкрити свій кордон з Австрією в серпні 1989 року. З початком масового виїзду опозиційні рухи в НДР також набули нового імпульсу, що призвело до загальнонаціональних демонстрацій у понеділок . 9 листопада 1989 року Гюнтер Шабовський, член Політбюро SED, оголосив на прес-конференції, що громадяни Східної Німеччини можуть вільно подорожувати, після чого були відкриті всі внутрішньонімецькі прикордонні пункти.  Падіння Берлінської стіни стало вершиною в ході мирної революції.
Відкриття «вікна історії» для об’єднання Німеччини спонукало всі сторони діяти швидко та рішуче. Партія СЄПН запропонувала опозиційним силам переговори за круглим столом, тоді як Гельмут Коль одноосібно представив свою програму з десяти пунктів, спрямовану на подолання розколу Німеччини. 18 травня 1990 року уряд Східної Німеччини, очолюваний Лотаром де Мезьєром, який переміг на виборах до Народної палати 18 березня 1990 року, уклав Договір про створення валютного, економічного та соціального союзу. Ця угода стала ключовим кроком до інтеграції двох німецьких держав. 
Беручи до уваги домовленості та рішення держав-переможниць воєнного та післявоєнного періодів, Договір «два плюс чотири» від 12 вересня 1990 року встановив остаточні домовленості щодо Німеччини. Відповідно до складу об’єднаної Німеччини входять території Федеративної Республіки Німеччини, Німецької Демократичної Республіки та весь Берлін. Вона не висуває жодних територіальних претензій до інших держав.  Відтоді німецьке питання вважалося вирішеним у політичному плані та міжнародному праві.
23 серпня 1990 року Народна палата ухвалила рішення про приєднання Східної Німеччини до Федеративної Республіки Німеччина відповідно до статті 23 Основного закону.  20 вересня 1990 року німецький Бундестаг і Volkskammer (Народна палата) необхідною більшістю в дві третини голосів схвалили Договір про об'єднання .  З 3 жовтня 1990 року землі Бранденбург, Мекленбург-Передня Померанія, Саксонія, Саксонія-Ангальт і Тюрінгія стали землями Федеративної Республіки Німеччина. Відтоді цей день став державним святом замість 17 червня як Дня німецької єдності .
У ніч з 2 на 3 жовтня 1990 року на будівлі Рейхстагу в Берліні було піднято федеральний прапор Німеччини .
Федеральне міністерство внутрішніх відносин Німеччини було розпущено 1 січня 1991 року. 
Організаційним указом федерального канцлера від 27 жовтня 1998 року було призначено уповноваженого федерального уряду для нових земель Німеччини .
Навіть через 30 років після об'єднання Німеччини все ще існують значні розбіжності в умовах життя західних і східних земель.

## Договори між Західною та Східною Німеччиною
Після формування Великої коаліції у 1966 році політика Німеччини була зосереджена переважно на пошуку шляхів для переговорів та укладання договорів з НДР. Починаючи з 1969 року, федеральні уряди під керівництвом СДПН досягли значного прогресу, уклавши низку договорів, угод і домовленостей.Стаття 7 Основного договору між ФРН і НДР передбачала співпрацю в таких сферах, як економіка, наука і техніка, транспорт, правові відносини, поштові та телекомунікаційні послуги, охорона здоров’я, культура, спорт, захист довкілля та інші галузі. Ці домовленості заклали основу для більш інтенсивної взаємодії між двома державами, сприяючи поступовому зближенню.
Серед них:
- Поштовий договір між ФРН і НДР від 30 вересня 1971 р.
- Договір про транзит від 17 грудня 1971 року
- Угода між Урядом Німецької Демократичної Республіки та Сенатом Західного Берліна про спрощення та покращення подорожей і відвідувань від 20 грудня 1971 року [9]
- Договір між Федеративною Республікою Німеччина та Німецькою Демократичною Республікою з питань транспорту від 26 травня 1972 року (місцевий прикордонний рух)
- Основний договір від 21 грудня 1972 року
- Німецько-німецька культурна угода від 6 травня 1986 р.
- Договір про валютний, економічний і соціальний союз від 18 травня 1990 р
- Об’єднавчий договір від 31 серпня 1990р

## Торгові відносини

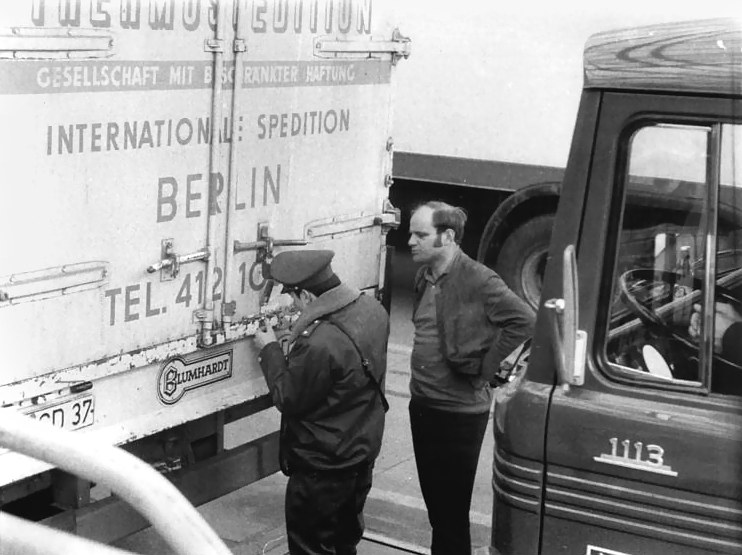
Вантажівка заблокована на внутрішньому кордоні Німеччини.

Міжзональна торгівля, започаткована ще у 1946 році, набула нового формату після валютних реформ та створення двох німецьких держав. 20 вересня 1951 року була укладена Угода про торгівлю між валютними зонами німецької марки (DM) та зоною валюти німецької марки Центрального банку Німеччини (Східнонімецька марка, DDM).Угоду було доповнено 16 серпня 1960 року, коли НДР отримала безпроцентний кредит у вигляді овердрафту (так званий "свінг"). Цей механізм також розглядався Федеративною Республікою Німеччина як політичний інструмент для забезпечення безперешкодного доступу до Берліна.Оскільки обидві німецькі держави уникали офіційного взаємного визнання як незалежних суб'єктів міжнародного права, внутрішньонімецькі економічні відносини регулювалися не законодавством про зовнішню торгівлю, а нормами валютного контролю, які залишалися в дії з часів окупації. повноваження.   Таким чином, з точки зору Федеративної Республіки, внутрішня торгівля Німеччини не була ані зовнішньою торгівлею, ані звичайною внутрішньою торгівлею, а «торгівлею sui generis ».  Статистичний щорічник Федеративної Республіки Німеччини також не перелічував міжзональну торгівлю, а пізніше внутрішню торгівлю Німеччини, під заголовком «зовнішня торгівля», але класифікував її як «торгівлю, готелі та ресторани, подорожі». НДР, з іншого боку, розглядала внутрішньонімецьку торгівлю як зовнішню торгівлю на ранньому етапі і вела відповідну статистику.  За це відповідало Міністерство внутрішньонімецької торгівлі, зовнішньої торгівлі та матеріального забезпечення.
Товарообмін регулювався на основі списків товарів. Вони вимагали затвердження та підпадали під квоти з точки зору кількості та вартості (спочатку у значній мірі).   Платіжні операції не здійснювалися шляхом прямих платежів між залученими компаніями, а розрахунки здійснювалися шляхом клірингу через різні субрахунки в центральних банках Федеративної Республіки та НДР.  Узгодженою платіжною одиницею була так звана клірингова одиниця (VE). 
Дві економіки, обидві бідні на сировину, обмінювалися головним чином основними матеріалами та виробничими товарами з часткою понад 50%. У той час як Федеративна Республіка постачала в НДР головним чином хімічні продукти та високоякісну сировину ( вугілля, кокс ), а також білковий корм для тварин (5,1%) і сиру нафту (2,5%),  вона також закуповувала продукти нафтопереробки, такі як автомобільний бензин, мазут і пластмаси, а також худоба на забій (3,4%), крупи (2,1%) і кондитерські вироби (1,5%). Експорт машин і обладнання на Захід був обмежений, оскільки продукція, вироблена в НДР, була недостатньо конкурентоспроможною на західному ринку капітальних товарів. 
У 1970-х роках частка внутрішньонімецької торгівлі в загальному зовнішньоторговельному обороті становила в середньому у Федеративній Республіці 5,1 %, але була майже вдвічі вищою в НДР — 9,4 %.  Вигоди, які НДР отримала від внутрішньонімецької торгівлі у вигляді економії відсотків і митних зборів і зниження ПДВ, оцінювалися приблизно в 750 мільйонів німецьких марок у 1980-х роках. 
Гарантія в розмірі 1 мільярда німецьких марок, надана Федеральним урядом Зовнішньоторговельному банку НДР консорціуму західнонімецьких банків 29 червня 1983 року, була не тільки з економічних міркувань, але також розглядалася Федеральним урядом з політичного боку «як важливий внесок у поліпшення відносин з НДР».  
Розділ 12 Договору про валютний, економічний і соціальний союз від 18 травня 1990 року вніс адаптацію до положень Берлінської угоди від 20 вересня 1951 року, що регламентувала валютний та економічний союз. У рамках цієї адаптації було припинено дію клірингової системи, передбаченої попередньою угодою, а залишковий баланс свінгу врегульовано. Усі існуючі фінансові зобов'язання були погашені в німецьких марках.
Повне скасування контролю за переміщенням товарів на внутрішньонімецькому кордоні стало однією з ключових подій, зумовлених укладенням Договору про об'єднання.

## Подорожі
Демаркаційні лінії між чотирма окупаційними зонами були встановлені державами-переможницями на основі зональних протоколів після закінчення Другої світової війни . Західний кордон радянської окупаційної зони став внутрішнім кордоном Німеччини між Західною Німеччиною та НДР, коли землі були засновані в 1949 році.
Міжзоновий паспорт, запроваджений ще союзниками, у 1953 році був замінений так званим особистим сертифікатом для виїзду з НДР до Західної Німеччини.  Для в’їзду до НДР із Західної Німеччини були потрібні офіційне посвідчення особи та дозвіл на проживання, виданий радою округу місця відвідування; при в’їзді до Східного Берліна з 1960 року потрібен був спеціальний дозвіл. Для подорожі між Західною Німеччиною та Західним Берліном достатньо було посвідчення особи. 
У червні 1968 року були введені паспортно - візові вимоги.  

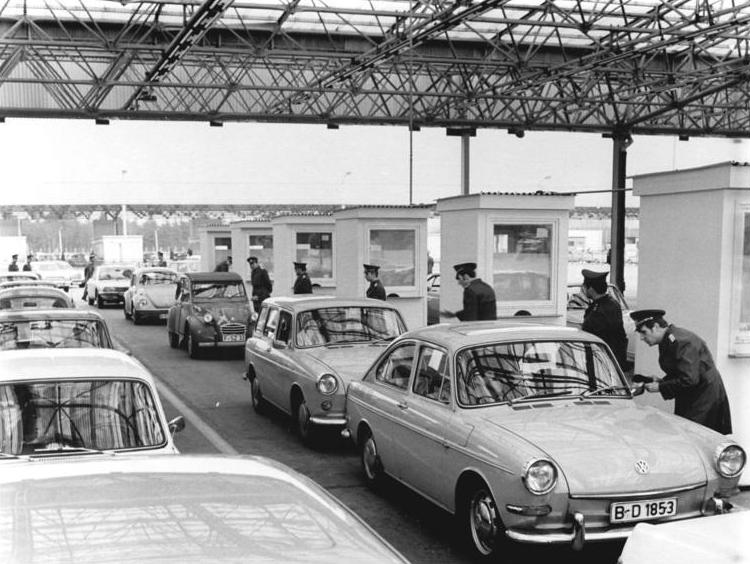
КПП Древіц-Драйлінден (1972)

12 серпня 1961 року, відповідно до відповідної постанови Народної палати, прийнятої напередодні, Рада міністрів НДР вирішила запровадити контроль «на кордонах Німецької Демократичної Республіки, включаючи кордон із західними секторами Великого Берліна»., "як це прийнято на кордонах будь-якої суверенної держави".  Громадянам НДР тепер дозволялося перетинати ці кордони лише за спеціальним дозволом. Для перетину кордону зі Східного Берліна на Західний потрібен був спеціальний сертифікат. Відвідування «мирними громадянами Західного Берліна столиці Німецької Демократичної Республіки» було можливе за пред’явленням посвідчення особи жителя Західного Берліна. Попередні правила контролю залишалися в силі для відвідування Східного Берліна громадянами Західнонімецької Федеративної Республіки, для поїздок за кордон громадян Західного Берліна сполучними шляхами НДР, а також для транзитного руху між Західним Берліном і ФРН через НДР. 
Рішення набуло чинності 13 серпня 1961 року та призвело не лише до будівництва Берлінської стіни, а й до значного посилення німецько-німецьких правил подорожей загалом.
Існуючі дозволи на виїзд громадян НДР до «капіталістичного зарубіжжя» були визнані недійсними та конфісковані. Лише у випадках, коли існував «виправданий державний, соціальний або культурний інтерес», можна було подати нову заяву до Міністерства внутрішніх справ (штаб-квартири німецької народної поліції).  Особам до 25 років було заборонено залишати країну. У той час як близько 2,5 мільйона дозволів на поїздки до Федеративної республіки видавалися щорічно до побудови Стіни, лише 623 дозволи на поїздки до Західної Німеччини та 645 пропусків для в’їзду в Західний Берлін було видано з того часу до 1965 року. Слід було заборонити подорожі, «якщо немає абсолютної необхідності або якщо є обґрунтована підозра, що вони мають на меті використовуватися для нелегального виїзду з Німецької Демократичної Республіки».

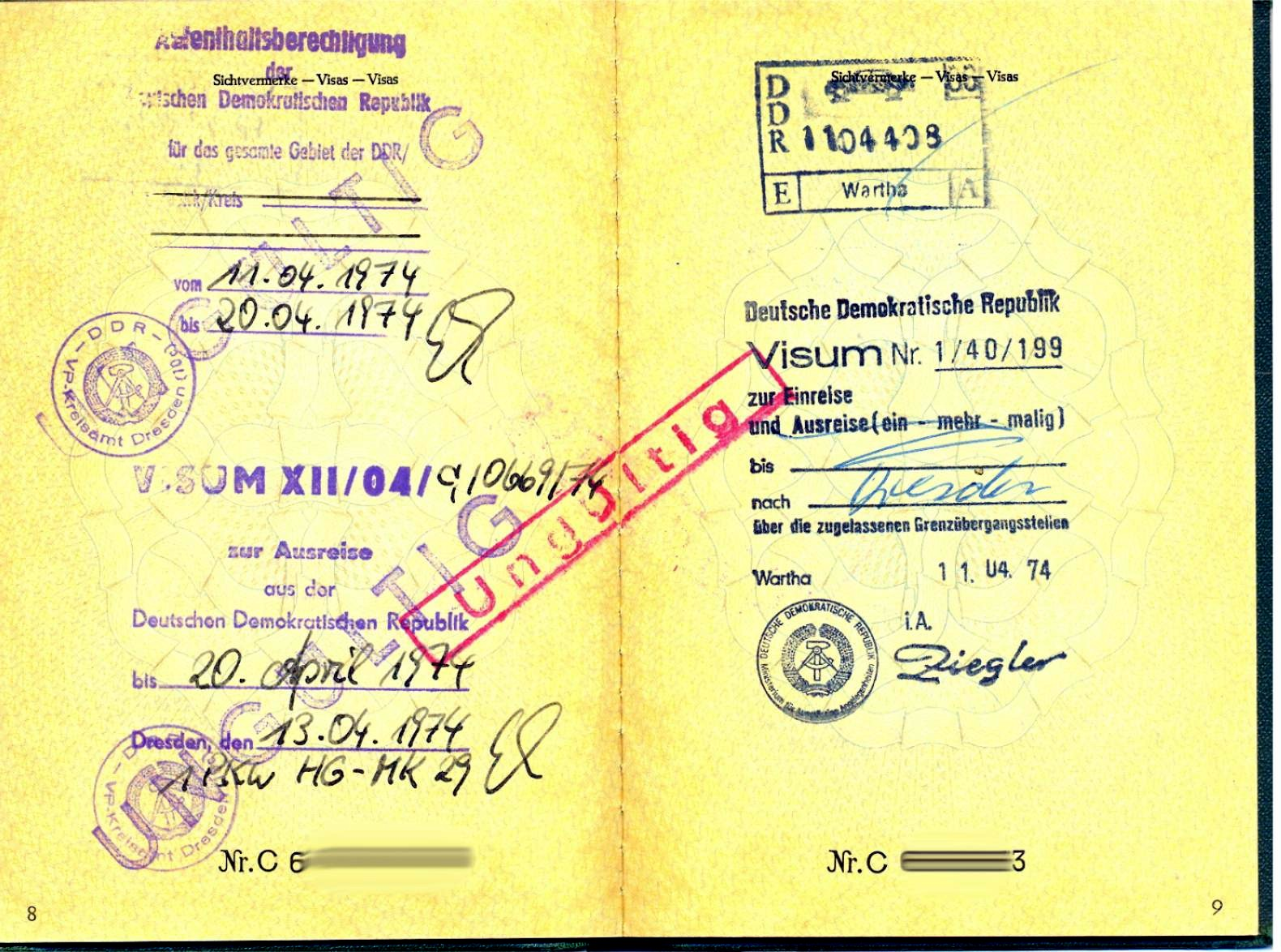
Віза НДР, 1974 р

У 1964 році були полегшені умови проїзду для осіб, які отримували пенсію за віком, у зв'язку з нещасним випадком або по інвалідності, а згодом і для так званих проїзних кадрів. 
Наказом від 25 листопада 1964 року  для приватних відвідувачів із Західної Німеччини було введено обов’язковий мінімум обміну іноземної валюти. Сума за день тривалості була зафіксована від еквівалента спочатку 5 до 25 марок НДР відповідно до коефіцієнтів конвертації, що застосовуються в НДР. 
Кордон можна було перетнути лише за дійсними документами на існуючих пунктах пропуску. Порушення каралися ув’язненням згідно зі статтею 8 Закону про паспорти 1954 року та відповідно до статті 213 Кримінального кодексу від 1 липня 1968 року як незаконний перетин кордону.
З 1972 року Угода про спрощення та покращення подорожей і візитів спочатку дозволяла особам, які постійно проживають у Західному Берліні, в’їжджати до Східного Берліна та НДР з гуманітарних, сімейних, релігійних, культурних і туристичних причин.  Транспортний договір від 26 травня 1972 року регулював рух на відповідних територіях і через них дорогами, залізницею та водними шляхами «відповідно до міжнародної звичайної практики на основі взаємності та недискримінації».  30 травня 1972 року Політбюро СЄПН представило «Принципи розгляду заяв про виїзд громадян НДР до несоціалістичних держав [...] і в’їзд громадян ФРН до НДР, » уточнений наказом міністра внутрішніх справ від 17 жовтня 1972 року. Поїздки у зв’язку з народженням, одруженням, хворобами, що загрожують життю, і смертю бабусь і дідусів, батьків, дітей, братів і сестер можуть бути дозволені після цього один або кілька разів загальною тривалістю 30 днів на рік. Практично не видавали путівки особам, які не могли викласти невідкладних сімейних справ або досягли пенсійного віку. «Тому можна сказати, що період 1961-1975 років був періодом широкомасштабної заборони на поїздки». 
У багатьох випадках особисті зустрічі відбувалися на зупинках транзитного шосе, хоча подорожні там мусили рахуватися з наглядом Міністерства державної безпеки. В результаті спрощення подорожей для західних німців, яке прийшло з транзитною угодою та Основним договором (включно з проживанням на території всієї НДР, вільним вибором перетину кордону, візитами також до знайомих, а не лише до родичів, поїздками кілька разів на рік, туристичні поїздки, дозвіл автомобільного руху, відкриття нових дорожніх переходів, рух поблизу кордону), поїздки з НДР потім «зросли не по годинах у подальшому 1970-ті."" 
Після того, як представник уряду Гюнтер Шабовський на прес-конференції 9 жовтня 1989 року заявив, що можна подати заявку на приватний виїзд за кордон без відповідності певним вимогам (причини поїздки та родинні стосунки), прикордонні пункти по всій Німеччині були буквально завалені. з людьми, які хочуть подорожувати. Відтоді де-факто прикордонний контроль більше не здійснювався. 
Указ від 21 грудня 1989 року скасував візовий обов’язок для громадян Федеративної Республіки Німеччини при в’їзді до НДР , а указ від 16 травня 1990 року також скасував паспортний обов’язок. 
З 1 липня 1990 року більше не було контролю за переміщенням осіб через внутрішні кордони Німеччини. Німцям та іноземцям, які відповідали вимогам щодо в’їзду, дозволялося перетинати внутрішні німецькі кордони в будь-якій точці.  
Багато східних німців намагалися нелегально виїхати до Західної Німеччини. Деякі з людей були східнонімецькими охоронцями/солдатами.

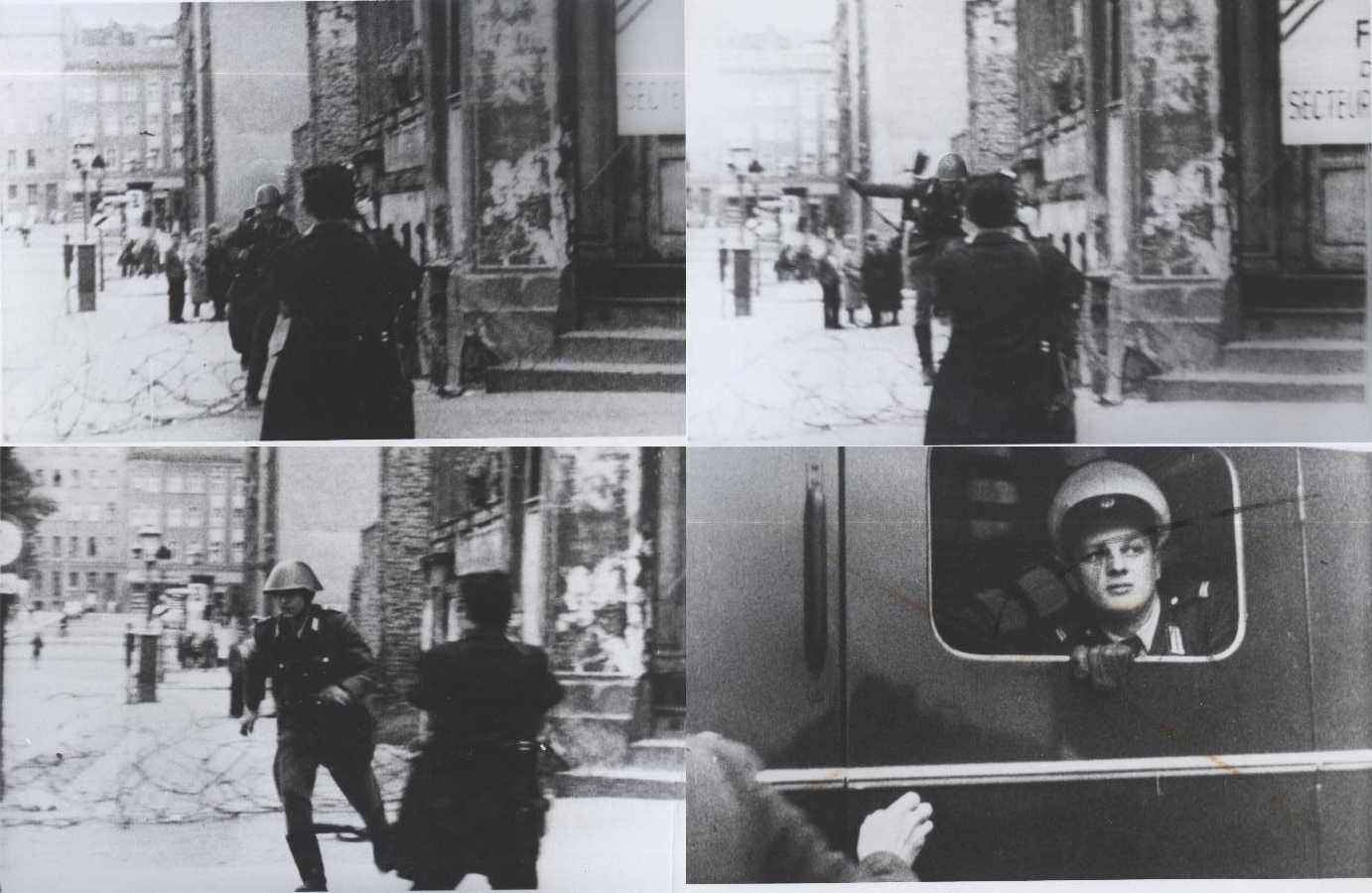
Східнонімецький охоронець/солдат, що втік до Західної Німеччини

## Культура

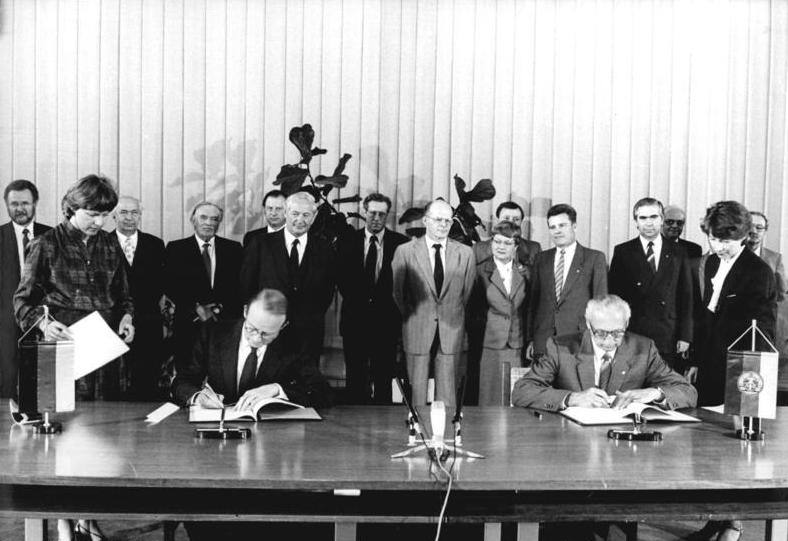
Підписання Німецько-німецької культурної угоди 6 травня 1986 року

Стаття 7 Основного договору передбачала, серед іншого, укладення угод у галузі науки, культури та спорту. Після провалу початкових раундів переговорів у 1970-х роках переговори відновилися в 1983 році і призвели до укладення Угоди між Урядом Німецької Демократичної Республіки та Урядом Федеративної Республіки Німеччина про культурне співробітництво 6 травня 1986 року.  
Переговори були ускладнені розумінням збереження єдиної німецької культурної нації, з одного боку, та тезою про незалежну соціалістичну культуру, з іншого, яка розвинулась у східній частині Німеччини після 1945 року. Тим не менш, « нульова година » та протистояння культурному розриву, спричиненому націонал-соціалізмом, сформували мистецтво та культуру всієї повоєнної Німеччини.   До побудови Берлінської стіни в 1961 році між митцями Західної та Східної Німеччини відбувався «жвавий обмін питаннями мистецтва, національної єдності та політичних концепцій» поза офіційною культурною політикою. На політичному рівні дискусійним було також питання про «переміщені внаслідок війни культурні цінності». Це стосувалося творів мистецтва, переміщених з Музейного острова, який був розташований у східній частині Берліна з 1945 року, до західної частини Німеччини під час Другої світової війни, і який залишився на заході, коли Прусський фонд культурної спадщини був закритий. заснована в 1957 році. Крім бюсту Нефертіті, було залучено понад 3000 інших єгипетських предметів, 2000 грецьких ваз і майже 6000 картин.   
Після того, як НДР несподівано відклала свої відповідні претензії щодо власності як передумову для угоди, вищезазначена угода була досягнута в травні 1986 року з чітким виключенням цих питань у спільній протокольній декларації. У листопаді 1986 року обидві сторони погодилися, «що культурні цінності, які належать державним власникам в іншій частині Німеччини, будуть повернені на їх початкове місце». 
Навіть без загальної угоди з середини 1970-х у Федеративній Республіці вже відбувалися концерти таких музикантів НДР, як Вольф Бірманн ; у 1983 році Удо Лінденберг виступав у Палаці Республіки ;  Художники НДР брали участь у Documenta 6 у Касселі в 1977 році. Були виступи Берлінської філармонії під керівництвом Герберта фон Караяна в Дрездені, виступи гостей Західного Берліна Шаубюне в Хемніці, ретроспективи Віллі Сітте, Вольфганга Маттеуера чи Бернхарда Гайзіга. на Заході, і фільми з обох держав демонструвалися на кіно тижнів. На Заході публікувалися такі автори, як Анна Зегерс, Кріста Вольф і Крістоф Хайн . 
Угода 1986 року мала бути реалізована в річних планах роботи над конкретними культурними проектами. Так, восени 1986 року в Музеї Старого Берліна в Східному Берліні відбулася виставка «Позиції – живопис з ФРН».  У той самий день відкриття кордону, 9 листопада 1989 року, тодішній міністр-президент землі Північний Рейн-Вестфалія Йоганнес Рау організував у Лейпцигу виставку «Zeitzeichen. Станції візуального мистецтва в Північному Рейні-Вестфалії».
Таким чином, культурна угода прийшла в історію надто пізно, щоб мати особливий вплив. 